# هیستون داستیلاز
هیستون دِاَستیلازها (انگلیسی: Histone deacetylase) یا به اختصار HDAC، گروهی از آنزیم‌ها هستند که کارشان برداشتن گروه عاملی استیل (O=C-CH3) از یک اسید آمینه «اپسیلون-اِن-استیل لیزین» در یک مولکول هیستون است که بدان اجازه می‌دهد تا محکم‌تر به دی‌ان‌ای بپیچد. این موضوع مهم است، چرا که دی‌ان‌ای به دور هیستون‌ها حلقه زده‌اند و بیان دی‌ان‌ای توسط فرایند اَستیله‌شدن یا دِاَستیله‌شدن تنظیم می‌شود.
عملکرد هیستون دِاَستیلازها دقیقاً متضاد با عملکرد هیستون استیل‌ترانسفرازهاست. امروزه آنزیم‌های هیستون دِاَستیلاز را، «لیزین دِاَستیلاز» (KDAC) هم می‌نامند تا بدین ترتیب به عملکرد و هدف آنها هم اشاره شود که پروتئین‌های غیرهیستونی را نیز در بر می‌گیرد.

## طبقه‌بندی آنزیم‌های هیستون دِاَستیلاز دریوکاریوت‌هایعالی
آنزیم‌های هیستون دِاَستیلاز انسان را برحسب هم‌ساخت‌شناسی توالی ژنی آنان در مخمر و همچنین نحوهٔ سازماندهی دومِـین آنان، به چهار ردهٔ بزرگ تقسیم می‌کنند:
| رده | عضو                                                                     | جایگاه‌های کاتالیزی | جایگاه درون‌سلولی         | توزیع بافتی                        | سوبسترای شیمیایی                             | جفت‌های اتصالی                                                                       | فنوتیپ ناشی از تخریب ژن                                             |
| --- | ----------------------------------------------------------------------- | ------------------ | ------------------------ | ---------------------------------- | -------------------------------------------- | ----------------------------------------------------------------------------------- | ------------------------------------------------------------------- |
| I   | HDAC1                                                                   | ۱                  | هسته                     | همه‌جا موجود                        | گیرنده آندروژن، SHP، پی۵۳، MyoD، E2F1، STAT3 | –                                                                                   | مرگبار برای رویان، افزایش استیلاسیون هیستون، افزایش میزان p21 و p27 |
| I   | HDAC2                                                                   | ۱                  | هسته                     | همه‌جا موجود                        | گیرنده گلوکوکورتیکوئید، YY1، BCL6، STAT3     | –                                                                                   | نقایص قلبی                                                          |
| I   | HDAC3                                                                   | ۱                  | هسته                     | همه‌جا موجود                        | SHP، YY1، GATA1، RELA, STAT3، MEF2D          | –                                                                                   | –                                                                   |
| I   | HDAC8                                                                   | ۱                  | هسته/سیتوپلاسم           | همه‌جا موجود؟                       | –                                            | EST1B                                                                               | –                                                                   |
| IIA | HDAC4                                                                   | ۱                  | هسته/سیتوپلاسم           | قلب، ماهیچه اسکلتی، مغز            | GCMA, GATA1، HP1                             | RFXANK                                                                              | نقص در تمایز یافتن کندروسیت                                         |
| IIA | HDAC5                                                                   | ۱                  | هسته/سیتوپلاسم           | قلب، ماهیچه اسکلتی، مغز            | GCMA، SMAD7، HP1                             | REA، گیرنده استروژن                                                                 | نقایص قلبی                                                          |
| IIA | HDAC7                                                                   | ۱                  | هسته/سیتوپلاسم/میتوکندری | قلب، ماهیچه اسکلتی، لوزالمعده، جفت | PLAG1، PLAG2                                 | HIF1A، BCL6، گیرنده اندوتلین، اکتینین آلفا ۱، اکتینین آلفا ۴، گیرنده آندروژن، Tip60 | برقراری استحکام عروقی، افزایش MMP10                                 |
| IIA | HDAC9                                                                   | ۱                  | هسته/سیتوپلاسم           | مغز، ماهیچه اسکلتی                 | –                                            | FOXP3                                                                               | نقایص قلبی                                                          |
| IIB | HDAC6                                                                   | ۲                  | بیشتر در سیتوپلاسم       | قلب، کبد، کلیه، جفت                | آلفا توبولین، HSP90، SHP, SMAD7              | RUNX2                                                                               | –                                                                   |
| IIB | HDAC10                                                                  | ۱                  | بیشتر در سیتوپلاسم       | کبد، طحال، کلیه                    | –                                            | –                                                                                   | –                                                                   |
| III | sirtuin در پستانداران (SIRT1، SIRT2، SIRT3، SIRT4، SIRT5، SIRT6، SIRT7) | –                  | –                        | –                                  | –                                            | –                                                                                   | –                                                                   |
| III | Sir2 در مخمر ساکارومایسس سرویزیه                                        | –                  | –                        | –                                  | –                                            | –                                                                                   | –                                                                   |
| IV  | HDAC11                                                                  | ۲                  | هسته/سیتوپلاسم           | مغز، قلب، ماهیچه اسکلتی، کلیه      | –                                            | –                                                                                   | –                                                                   |

همگی این آنزیم‌ها (بجز ردهٔ ۳) حاوی روی هستند و به آنها «هیستون دِاَستیلازهای وابسته به روی» می‌گویند. اینها یک تاشدگی کلاسیک آرژیناز دارند و از لحاظ ساختاری و مکانیکی با پروتئین‌های «سیرتوئین» (ردهٔ ۳) تفاوت دارند که دچار تاشدگی روسمان می‌شوند و عملکردشان وابسته به نیکوتین‌آمید آدنین دی‌نوکلئوتید است.

## بیماری‌های تخریب عصبی
جهش‌های ارثی در ژن FUS که یک پروتئین متصل‌شونده به آران‌ای/دی‌ان‌ای را می‌سازد، در بروز بیماری اسکلروز جانبی آمیوتروفیک (ALS) مؤثر است. FUS در پاسخ جبرانی هنگام صدمه دیدن دی‌ان‌ای نقش بسیار مهمی دارد، از جمله واکنش مستقیمی که با هیستون دِاَستیلاز ۱ (HDAC1) ایجاد می‌کند.
بیماری آتاکسی-تلانژکتازی در اثر جهش در ژن ATM رخ می‌دهد. این ژن برای بازسازی دی‌ان‌ای لازم است. جهش در این ژن سبب می‌شود تا یاخته‌های عصبی شروع به تجمیع هیستون دِاَستیلاز ۴ (HDAC4) کنند که استیلاسیون هیستون را تشدید کرده بیان ژنی را در ساخته‌های عصبی دگرگون می‌کند و به این ترتیب زمینه برای تخریب عصبی و بروز بیماری آتاکسی-تلانژکتازی مهیا می‌شود.

## بازدارنده‌های هیستون داستیلازها
داروهای بازدارندهٔ هیستون داستیلاز، سابقه‌ای طولانی در روان‌پزشکی و عصب‌شناسی برای درمان برخی بیماری‌های خُلق و تشنج‌ها دارند. یک نمونه از این داروها والپروات است.
در عصر حاضر پژوهش‌هایی بر روی این بازدارنده‌ها جهت درمان بیماری‌های تخریبی عصبی و درمان سرطان‌ها انجام شده‌است.
داروی ورینوستات در سال ۲۰۰۶ توسط سازمان غذا و داروی آمریکا برای درمان تظاهرات جلدی نوعی سرطان خون به‌نام «لنفوم جلدی سلول تی» تأیید شد. داروی رومیدپسین نیز در سال ۲۰۰۹ برای درمان همین بیماری مورد پذیرش قرار گرفت. مکانیسم دقیق عمل این داروها هنوز مشخص نشده‌است؛ اما چند مسیر اپی‌ژنتیک برای آنها پیشنهاد شده‌است.